# Auerbachs Keller
Auerbachs Keller – restauracja w Lipsku.
Swoją światową sławę restauracja zawdzięcza przede wszystkim Johannowi Wolfgangowi von Goethemu. Poeta podczas studiów w Lipsku (1765–1768) nie raz przebywał w owej piwnicy. Często wspominano wówczas legendę o doktorze Fauście, który w 1525 wydostał się z lokalu, ujeżdżając beczkę po schodach – i to wszystko dzięki kontaktom z diabłem. Owa historia i miejsce tak zainspirowały Goethego, że wykorzystał piwnicę jako jedno z miejsc akcji swego najsłynniejszego dramatu Faust.